# Mobelha-do-pacífico
A mobelha-do-pacífico (Gavia pacifica) é uma ave da família das Gaviidae. Muito próxima da mobelha-árctica, foi durante muito tempo considerada como pertencente à mesma espécie.

## Descrição
Ainda que o macho seja ligeiramente maior que a fêmea, não existe praticamente dimorfismo sexual nesta espécie.

### Medidas
Esta mobelha tem um comprimento compreendido entre 58 e 74 cm, e uma envergadura de 110 a 128 cm. O seu peso pode variar de 1000 a 2500 g.

### Aspecto geral
Tem o bico escuro, em forma de adaga, e olhos vermelhos. É muito semelhante à mobelha-árctica, mas esta última apresenta as penas da nuca mais coladas ao corpo, e tem mais branco nos flancos.

### Plumagem nupcial
Os adultos em plumagem nupcial apresentam a cabeça cinzenta, a garganta preta com riscos brancos e pretos longitudinais nos lados, o ventre branco e o dorso axadrezado em preto e branco.

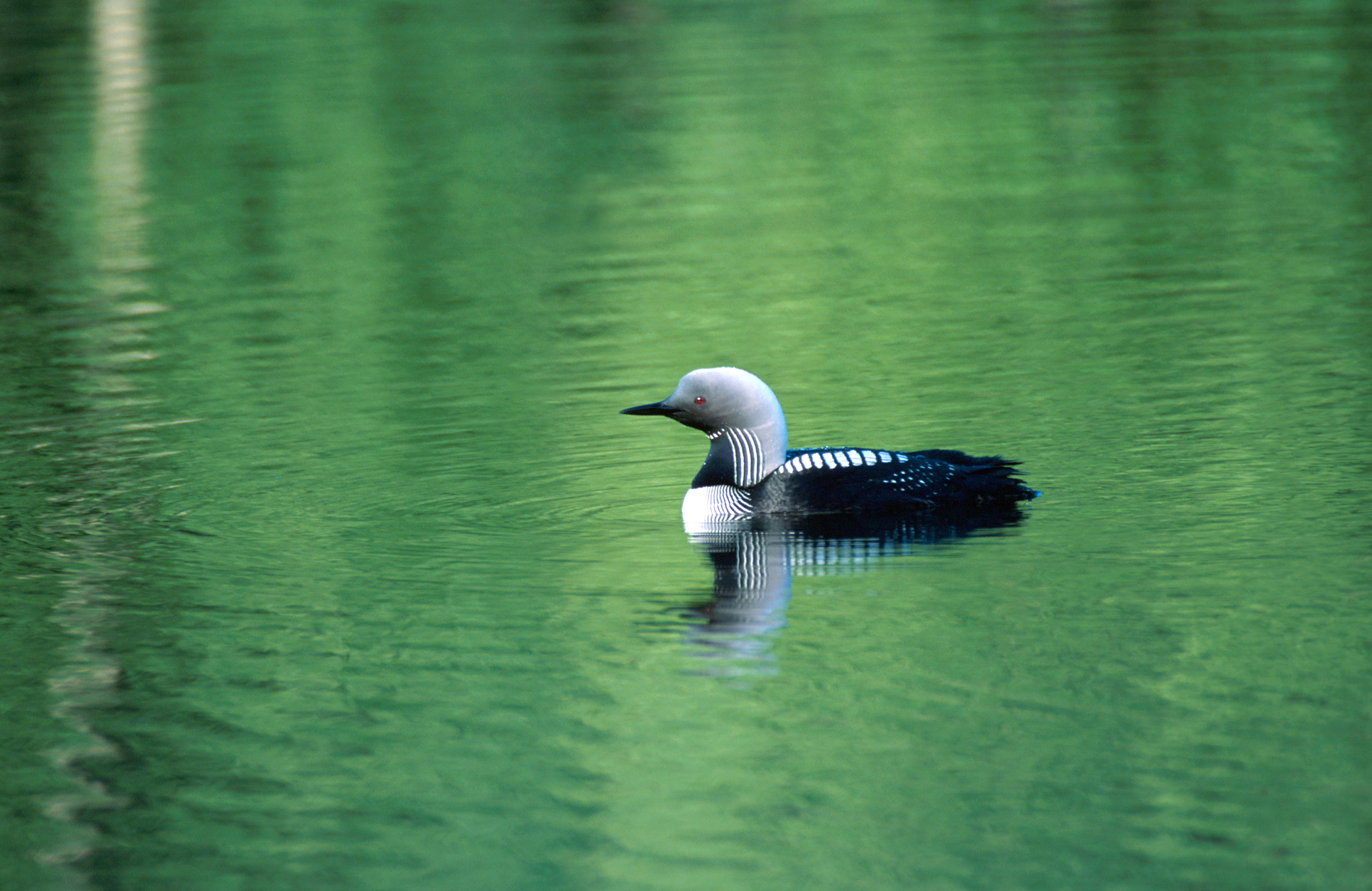
Mobelha-do-pacífico em plumagem nupcial

### Plumagem internupcial
A plumagem internupcial é mais suave e acastanhada; a fronte e a nuca são brancas.

### Juvenis
Os juvenis assemelham-se aos adultos em plumagem internupcial. Os pintos parecem bolas de penugem cinzenta.

## Habitat e distribuição
Esta ave habita perto dos lagos profundos da tundra ou do norte da taiga. A sua área de distribuição durante a estação de nidificação, vai do Alasca no norte do Canadá, até, a leste, à ilha de Baffin no continente americano, e na Eurásia, a espécie é encontrada a leste do rio Lena na Sibéria (Rússia).
Inverna no mar, principalmente nas costas do Pacífico, mas também em grandes lagos. A sua distribuição é então muito mais vasta. É possível encontrá-las na China, no Japão, na Coreia do Norte e Coreia do Sul, nos Estados Unidos e no México.

## Comportamento

### Voo
Como todas as mobelhas, a mobelha-do-pacífico tem uma marcha muito desajeitada em terra firme devido a ter as patas inseridas muito atrás no corpo, e é incapaz de descolar a partir de terra. Necessita de 30 a 50 m de comprimento de água livre para conseguir descolar. Voa com o pescoço esticado e as patas pendentes.

### Migração
Ao contrário das outras mobelhas, a mobelha-do-pacífico migra frequentemente em bando. Esta ave migra para o norte a partir de Abril para as populações mais meridionais, e de Maio para as outras, dirigindo-se às áreas de nidificação. Algumas mobelhas da Sibéria fazem um grande desvio, atravessando a Eurásia até ao mar Báltico, e depois seguem ao longo dos rios até à foz do rio Ienissei e do rio Lena, o que representa uma viagem de 15 000 km. O regresso da migração poderá ter início a partir de meados de Agosto para as populações mais a norte, sendo partes do trajecto efectuadas a nado (os jovens voam ainda muito mal). A partida principal para o sul, para as áreas de invernagem, acontece em Outubro e Novembro.
Têm sido observados indivíduos errantes na Gronelândia, em Hong Kong e na Grã-Bretanha.

### Alimentação
Sendo piscívora como todas as mobelhas, esta ave pode também consumir invertebrados aquáticos durante a estação da nidificação. Captura as suas presas de baixo da água. Pode perseguir durante muito tempo as suas presas durante os mergulhos graças aos seus sacos aéreos muito desenvolvidos.

### Reprodução
Esta espécie é monogâmica desde que o casal procrie.
O ninho é construído pelos dois progenitores. Por vezes não passa de uma simples depressão no solo, mas pode também ser guarnecido de ervas e vegetais aquáticos. Em todo o caso, o ninho fica sempre situado na proximidade da água, devido à inabilidade das mobelhas de se deslocarem em terra e por serem incapazes de levantar voo a não ser da água. A fêmea põe um ou dois ovos de cores variando de castanho a verde oliva, apresentando pintas mais escuras acastanhadas. A incubação dura de 23 a 25 dias. As crias apresentam penugem e são activas desde a eclosão (nidífugas).

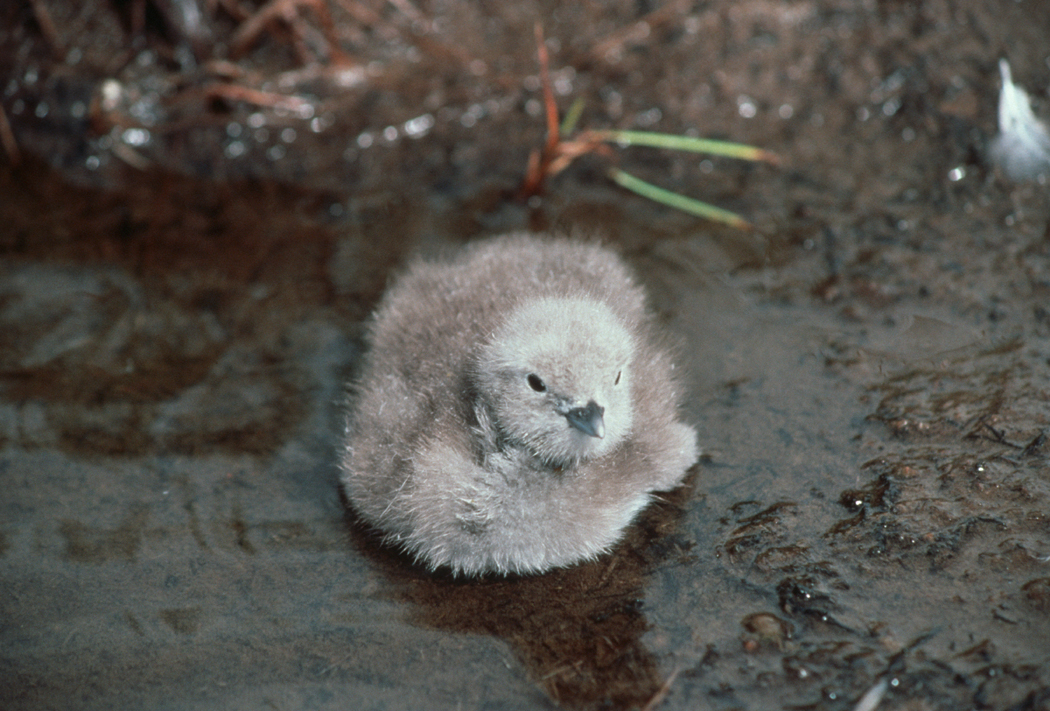
Cria de mobelha-do-pacífico

Quando a postura é de dois ovos, o segundo ovo é geralmente posto algumas semanas depois do primeiro, eclodindo naturalmente mais tarde. A cria mais velha será dominante sobre a mais nova, sendo sempre alimentada em primeiro lugar. No caso de haver falta de alimento, a cria mais velha é sempre privilegiada, mesmo se tal originar a morte da mais nova.
Os dois progenitores cuidam dos seus filhos. Passeiam frequentemente com as crias sobre o dorso a fim de as proteger do frio e dos predadores. As crias tornam-se independentes ao fim de cinco a sete semanas.

### Vocalizações
Emite gritos abafados ("uoueuuuh").

## Taxonomia
Esta ave foi durante muito tempo considerada uma subespécie da mobelha-árctica (Gavia arctica). Actualmente foi separada desta para constituir uma espécie distinta.

## Estado e conservação
As principais ameaças a esta espécie são a poluição por hidrocarbonetos, que ameaçam as populações invernantes, a poluição por metais pesados, que se acumulam no organismo destes predadores por biomagnificação) e a pressão humana.
Esta espécie é protegida pelo Migratory Bird Treaty Act, como numerosas outras espécies migratórias. A IUCN, por seu lado, classificou esta espécie na categoria LC, devido a que a sua população se estima entre 930 000 e 1 600 000 indivíduos.

## A mobelha-do-pacífico e o Homem
A mobelha-do-pacífico e a mobelha-árctica tinham o costume, ao largo do Japão e no fim do inverno, de pescar em conjunto pequenos peixes, reunindo-os numa área reduzida a fim de os capturar mais facilmente. Isto atraía peixes predadores maiores, que os pescadores japoneses podiam então capturar em grande número. Com essa ajuda, os pescadores ganhavam em Fevereiro e Março dinheiro suficiente  para viver durante um ano; por essa razão as mobelhas eram consideradas como mensageiros dos céus. Actualmente, o declínio do número de mobelhas nestas regiões e a adopção de novas técnicas de pesca levaram ao desaparecimento desta prática.

## Filatelia
Vários países emitiram selos postais com a imagem desta ave: o Canadá em 2000, a Dominica em 1986, e a Mongólia em 1978 e 1993 (ver um exemplo).

## Fotos e vídeos
- Galeria Flickr na Avibase : Gavia pacifica
- Vídeo IBC (Internet Bird Collection) Bando de G. pacifica em voo, migração de primavera, sul da Califórnia.
- Foto de uma G. pacifica em plumagem internupcial em Oiseau.net